# Casa Pia Atlético Clube 2022-2023
Questa voce raccoglie le informazioni riguardanti il Casa Pia Atlético Clube nelle competizioni ufficiali della stagione 2022-2023.

## Rosa
| N. |                       | Ruolo | Calciatore                 |
| -- | --------------------- | ----- | -------------------------- |
| 1  | Brasile (bandiera)    | P     | João Bravim                |
| 2  | Venezuela (bandiera)  | D     | Eduardo Fereira            |
| 3  | Portogallo (bandiera) | D     | João Nunes                 |
| 4  | Brasile (bandiera)    | D     | Léo Bolgado                |
| 5  | Portogallo (bandiera) | D     | Leonardo Lelo              |
| 6  | Brasile (bandiera)    | D     | Derick Poloni              |
| 7  | Nigeria (bandiera)    | A     | Saviour Godwin             |
| 8  | Brasile (bandiera)    | C     | Neto                       |
| 10 | Portogallo (bandiera) | C     | Diogo Pinto                |
| 11 | Brasile (bandiera)    | A     | Rafael Martins             |
| 12 | Camerun (bandiera)    | D     | Duplexe Tchamba Bangou     |
| 13 | Portogallo (bandiera) | D     | Vasco Fernandes (capitano) |
| 14 | Giappone (bandiera)   | C     | Takahiro Kunimoto          |
| 15 | Capo Verde (bandiera) | D     | Fernando Varela            |
| 16 | Capo Verde (bandiera) | C     | Cuca                       |

| N. |                                 | Ruolo | Calciatore        |
| -- | ------------------------------- | ----- | ----------------- |
| 17 | Portogallo (bandiera)           | C     | Romário Baró      |
| 19 | Bosnia ed Erzegovina (bandiera) | C     | Nermin Zolotić    |
| 20 | Portogallo (bandiera)           | A     | Kiki Silva        |
| 21 | São Tomé e Príncipe (bandiera)  | D     | Rogério Fernandes |
| 23 | Brasile (bandiera)              | A     | Léo Natel         |
| 24 | Giappone (bandiera)             | A     | Yūki Sōma         |
| 27 | Portogallo (bandiera)           | C     | Afonso Taira      |
| 30 | Brasile (bandiera)              | A     | Felippe Cardoso   |
| 33 | Angola (bandiera)               | P     | Ricardo Batista   |
| 42 | Brasile (bandiera)              | D     | Lucas Soares      |
| 44 | Portogallo (bandiera)           | D     | Isaac Monteiro    |
| 55 | Capo Verde (bandiera)           | C     | Nuno Borges       |
| 68 | Brasile (bandiera)              | P     | Lucas Paes        |
| 80 | Angola (bandiera)               | C     | Benedito Mukendi  |
| 99 | Brasile (bandiera)              | A     | Clayton           |